# 밸 로그즈던 피치
밸 로그즈던 피치(1923년 3월 10일 - 2015년 2월 15일)은 미국의 핵물리학자이다. 그는 섀드론 주립대학에서 3년간 공부하다가 1943년에 미군에 징병되었다. 그는 제 2차 세계 대전동안 로스앨러모스 연구소에서 일했고, 이후 1948년에 맥길 대학교에서 전기공학 전공으로 학사 학위를 수여받았고, 1954년에 콜럼비아 대학교에서 박사 학위를 수여받았다. 그는 프린스턴 대학교의 교수로 일했다.
그와 공동 연구자 제임스 왓슨 크로닌은 브룩헤이븐 국립 연구소에서 AG 싱크로트론을 이용해 K 중간자로 역반응을 일으켰을 때 반응이 일어나기 전 상태로 돌아가지 않는다는 것을 보여 소립자 간의 상호작용은 시간과 연관성이 있다는 것을 보였다. 이로 인해 CP 위반 현상이 발견되었고, 이들은 1980년에 노벨 물리학상을 받았다.